# Мичи Гото
Мичи Гото (јап. 後藤 三知; 27. јул 1990) јапанска је фудбалерка.

## Репрезентација
За репрезентацију Јапана дебитовала је 2008. године. За тај тим одиграла је 7 утакмица и постигла је 2 гола.

## Статистика
| Јапан  | Јапан | Јапан |
| Год.   | Ута.  | Гол.  |
| ------ | ----- | ----- |
| 2008   | 2     | 2     |
| 2009   | 0     | 0     |
| 2010   | 0     | 0     |
| 2011   | 0     | 0     |
| 2012   | 0     | 0     |
| 2013   | 1     | 0     |
| 2014   | 4     | 0     |
| Укупно | 7     | 2     |